# Absolute Power
Absolute Power is een Amerikaanse thriller uit 1997 onder regie van Clint Eastwood. Het scenario is gebaseerd op de gelijknamige roman uit 1996 van de Amerikaanse auteur David Baldacci.

## Verhaal
De juwelendief Luther Whitney is tijdens een inbraak getuige van de liefdesaffaire van de Amerikaanse president Allen Richmond met Christy Sullivan, de aantrekkelijke vrouw van een oudere miljardair. Wanneer hun dronken liefdesspel ontaardt in een gevecht, wordt Christy doodgeschoten door twee agenten van de geheime dienst. Luther weet te ontsnappen, maar hij geldt al snel als hoofdverdachte in de moordzaak.

## Rolverdeling
| Acteur               | Personage                |
| -------------------- | ------------------------ |
| Clint Eastwood       | Luther Whitney           |
| Gene Hackman         | President Allen Richmond |
| Ed Harris            | Seth Frank               |
| Laura Linney         | Kate Whitney             |
| Scott Glenn          | Bill Burton              |
| Dennis Haysbert      | Tim Collin               |
| Judy Davis           | Gloria Russell           |
| E.G. Marshall        | Walter Sullivan          |
| Melora Hardin        | Christy Sullivan         |
| Kenneth Welsh        | Sandy Lord               |
| Penny Johnson Jerald | Laura Simon              |
| Richard Jenkins      | Michael McCarty          |
| Mark Margolis        | Red Brandsford           |
| Elaine Kagan         | Valerie                  |
| Alison Eastwood      | Kunststudente            |